# Discografia di Aubrey O'Day
Questa è la discografia di Aubrey O'Day, una cantautrice statunitense, di genere pop e R&B. Ha fatto parte delle Danity Kane fino all'ottobre del 2008, sotto contratto con la Bad Boy Records di Diddy. A seguito di una discordia con il mentore del gruppo, P. Diddy, la O'Day è stata cacciata dal gruppo nel 2008, insieme all'amica e collega D. Woods. Il gruppo, orfano di uno dei membri originali, durante il pre-show degli MTV Video Music Awards 2013, ha annunciato la sua l'uscita del nuovo singolo, chiamato Rage. Ha posato per riviste come Blender e Playboy, ha recitato a Broadway nel musical Hairspray, e fatto apparizioni in alcuni reality show televisivi. Nel 2011, ha firmato un contratto discografico da solista con la Universal Republic, SRC, e ha pubblicato il suo album di debutto Between Two Evils nel 2013.
Nel 2013 O'Day prende parte alla riunione delle Danity Kane. Il gruppo si scioglie nuovamente nell'agosto del 2014.

## Album
| Anno | Album | Posizioni massime | Posizioni massime | Posizioni massime | Vendite              | Certificazioni |
| Anno | Album | USA               | US Heat           | US Independent    | Vendite              | Certificazioni |
| ---- | --- | ----------------- | ----------------- | ----------------- | -------------------- | -------------- |
| 2008 | Between Two Evils - Pubblicato: 13 agosto 2013 - Etichetta: Heart on My Sleeve, Inc. - Formato: download digitale | 2                 | 13                | 3                 | - Stati Uniti: 3,000 |                |

## Singoli
| Anno | Titolo         | Posizione massima | Posizione massima | Posizione massima | Posizione massima | Posizione massima | Album             | Certificazioni |
| Anno | Titolo         | USA               | US R&B            | US Heat           | AUS               | CAN               | Album             | Certificazioni |
| ---- | -------------- | ----------------- | ----------------- | ----------------- | ----------------- | ----------------- | ----------------- | -------------- |
| 2011 | Automatic      | -                 | -                 | 25                | -                 | -                 | -                 | -              |
| 2012 | Wrecking Ball  | -                 | -                 | -                 | -                 | -                 | -                 | -              |
| 2013 | Before I Drown | -                 | -                 | -                 | -                 | -                 | Between Two Evils | -              |

## Videografia

### Video musicali
| Anno | Singolo       | Regista |
| ---- | ------------- | ------- |
| 2008 | Wrecking Ball | Rage    |

## Collaborazioni
- Cupid featuring Aubrey O'Day - Do Your Dance - 2007
- Donnie Klang featuring Aubrey O'Day  - Take You There (Part 2) - 2010
- Donnie Wahlberg featuring Aubrey O'Day - I Got It - 2010